# 巴雷鲁斯
巴雷鲁斯是巴西伯南布哥州的一个市镇。总面积229.84平方公里，总人口43911人，人口密度191.1人/平方公里。